# Велики Крчимир
Велики Крчимир је насеље у Србији у општини Гаџин Хан у Нишавском округу. Према попису из 2022. било је 149 становника (према попису из 1991. било је 749 становника).
Црква са костурницом је изграђена 1937.

## Демографија
У насељу Велики Крчимир живи 445 пунолетних становника, а просечна старост становништва износи 63,9 година (62,0 код мушкараца и 65,9 код жена). У насељу има 56 домаћинства, а просечан број чланова по домаћинству је 1,75.
Ово насеље је великим делом насељено Србима (према попису из 2002. године).
|  |

| Демографија | Демографија | Демографија |
| Година      | Становника  | Становника  |
| ----------- | ----------- | ----------- |
| 1948.       | 1.661       |             |
| 1953.       | 1.696       |             |
| 1961.       | 1.594       |             |
| 1971.       | 1.347       |             |
| 1981.       | 1.120       |             |
| 1991.       | 749         | 689         |
| 2002.       | 466         | 518         |
| 2011.       | 335         |             |
| 2022.       | 149         |             |

| Етнички састав према попису из 2002.‍ | Етнички састав према попису из 2002.‍ | Етнички састав према попису из 2002.‍ | Етнички састав према попису из 2002.‍ | Етнички састав према попису из 2002.‍ |
| ------------------------------------ | ------------------------------------ | ------------------------------------ | ------------------------------------ | ------------------------------------ |
|                                      |                                      |                                      |                                      |                                      |
| Срби                                 | Срби                                 |                                      | 454                                  | 97,42%                               |
| Роми                                 | Роми                                 |                                      | 7                                    | 1,50%                                |
| непознато                            | непознато                            |                                      | 1                                    | 0,21%                                |

| Година пописа     | 1948. | 1953. | 1961. | 1971. | 1981. | 1991. | 2002. |
| ----------------- | ----- | ----- | ----- | ----- | ----- | ----- | ----- |
| Број домаћинстава | 305   | 323   | 350   | 351   | 342   | 294   | 243   |

| Број чланова      | 1  | 2   | 3  | 4  | 5 | 6 | 7 | 8 | 9 | 10 и више | Просек |
| ----------------- | -- | --- | -- | -- | - | - | - | - | - | --------- | ------ |
| Број домаћинстава | 97 | 100 | 25 | 16 | 2 | 1 | 2 | 0 | 0 | 0         | 1,92   |

| Пол    | Укупно | Неожењен/Неудата | Ожењен/Удата | Удовац/Удовица | Разведен/Разведена | Непознато |
| ------ | ------ | ---------------- | ------------ | -------------- | ------------------ | --------- |
| Мушки  | 215    | 42               | 141          | 31             | 0                  | 1         |
| Женски | 232    | 12               | 141          | 75             | 3                  | 1         |
| УКУПНО | 447    | 54               | 282          | 106            | 3                  | 2         |

| Пол    | Укупно                    | Пољопривреда, лов и шумарство | Рибарство                            | Вађење руде и камена | Прерађивачка индустрија       |
| ------ | ------------------------- | ----------------------------- | ------------------------------------ | -------------------- | ----------------------------- |
| Мушки  | 74                        | 46                            | 0                                    | 0                    | 15                            |
| Женски | 42                        | 31                            | 0                                    | 0                    | 6                             |
| УКУПНО | 116                       | 77                            | 0                                    | 0                    | 21                            |
| Пол    | Производња и снабдевање   | Грађевинарство                | Трговина                             | Хотели и ресторани   | Саобраћај, складиштење и везе |
| Мушки  | 1                         | 4                             | 3                                    | 0                    | 2                             |
| Женски | 0                         | 0                             | 0                                    | 1                    | 0                             |
| УКУПНО | 1                         | 4                             | 3                                    | 1                    | 2                             |
| Пол    | Финансијско посредовање   | Некретнине                    | Државна управа и одбрана             | Образовање           | Здравствени и социјални рад   |
| Мушки  | 0                         | 0                             | 1                                    | 1                    | 0                             |
| Женски | 0                         | 0                             | 0                                    | 1                    | 3                             |
| УКУПНО | 0                         | 0                             | 1                                    | 2                    | 3                             |
| Пол    | Остале услужне активности | Приватна домаћинства          | Екстериторијалне организације и тела | Непознато            | Непознато                     |
| Мушки  | 1                         | 0                             | 0                                    | 0                    | 0                             |
| Женски | 0                         | 0                             | 0                                    | 0                    | 0                             |
| УКУПНО | 1                         | 0                             | 0                                    | 0                    | 0                             |